# Eric Chinga
Eric Johanny Chinga Ferreira (Copiapó, 31 de julio de 1970) es un dirigente sindical y político chileno, convencional constituyente por los escaños reservados de pueblos originarios representando al pueblo diaguita.

## Primeros años
Nació en Copiapó el 31 de julio de 1970. Es hijo de José Jilberto Chinga y de Ana del Carmen Ferreira. Está casado con Rosa Álvarez Bonilla.
Realizó su enseñanza media en el Liceo A N° 4 José Antonio Carvajal de Copiapó, egresando en 1988. Se ha dedicado al rubro hotelero y gastronómico en la Región de Atacama.

## Trayectoria política y pública
Fue dirigente estudiantil secundario y luego sindicalista, de la Central Unitaria de Trabajadores de Chile (CUT).
Ha sido integrante de la Red Nacional Diaguita en la Región de Atacama. Desde 2012 es presidente de la Comunidad Diaguita de la Provincia de Copiapó y ha participado en las consultas sobre Nueva Institucionalidad Indígena de la presidenta Michelle Bachelet y en la del Ministerio de las Culturas, las Artes y el Patrimonio. Participó también en la discusión sobre la Ley de Escaños Reservados en el Senado y en el reconocimiento del Estado chileno a la etnia diaguita (Ley N°19.253).

## Convencional constituyente
En las elecciones del 15 y 16 de mayo de 2021 se presentó como candidato por los escaños reservados representantes de pueblos indígenas, en representación del pueblo diaguita (regiones de Atacama y Coquimbo). Obtuvo 3663 votos correspondientes a un 32,59% del total de sufragios válidamente emitidos, ingresando a través del mecanismo de paridad de género en reemplazo de María Calderón Álvarez.
Su postura plantea una constitución con enfoque (y un Estado) plurinacional, que promueva y garantice el buen vivir de todas las personas y todos los pueblos que lo integran. Propone que en la soberanía se incorpore a la Pachamama como sujeta de derecho y el agua como derecho fundamental, asociada a una Soberanía Alimentaria especialmente, en lo que respecta a que las tierras recuperen su capacidad productiva y la protección de las semillas. Afirma que las decisiones políticas deben ser tomadas por el conjunto de los pueblos que lo componen, desde la realidad de cada territorio, descentralizado y respetuoso de los derechos fundamentales humanos e indígenas, desde las autonomías territoriales.
En el proceso de discusión de los Reglamentos de la Convención participó en la Comisión de Participación Popular y Equidad Territorial, y en la Comisión de Participación y Consulta Indígena. Posteriormente, se incorporó a la Comisión Temática sobre Forma del Estado, Ordenamiento, Autonomía, Descentralización, Equidad, Justicia Territorial, Gobiernos Locales y Organización Fiscal; y a la Comisión de Derechos de los Pueblos Indígenas y Plurinacionalidad. Además, integra la Comisión de Participación Popular en representación de Escaños Reservados.
En la elección para renovar la mesa directiva de la Convención Constitucional, ocurrida el 4 y 5 de enero de 2022, fue uno de los candidatos para asumir la presidencia, no resultando elegido.